# Гиравару (народ)
Гиравару (Тивару) је аутохтони народ на малдивском острву Гиравару. Пореклом су Дравиди и најранија су острвска заједница Малдива, били су присутни на острву и пре појаве будизма и доласка северне краљевске династије у архипелаг. Њихови преци су били Тамили са Малабарске обале. Они су сами наглашавали да су њихови обичаји и морал били чистији од оних других народа на Малдивима.

## Порекло
Порекло Гиравара може се пратити до рибара са Малабарске обале индијског потконтинента који су у давним временима населили Малдиве. Они се помињу у легенди о успостављању краљевске власти у Малеу и његовом проглашењу за главни град. Иако је острво Гиравару било много веће и цивилизованије у то време, већи део острва је еродирао због промене времена.
Каже се да је на челу Гиравара увек била жена и да је током историје Малдива, жена представљала султанову цивилну власт на острву Гиравару. Султани Малдива су признавали аутономију народа Гиравару и нису им примењивали сасвим исте законе као што су то чинили у остатку своје области.
Ствари су се промениле од 1932. године када је усвојен писани устав. Обичајно право народа Гиравару није признато у том документу. Сва права која су уживали под апсолутном владавином султана су по правилу укинута.

## Крај културе
Године 1968. због тешке ерозије острва и, као резултат тога, смањења заједнице на неколико чланова, били су присиљени да напусте своје острво због исламског прописа који није препознао заједнице са мање од 40 одраслих мушкараца, што је био минимум који је потребан за редовно извођење молитви у петак. Гиравари су се преселили на острво Хулхуле. Када је на том острву проширен аеродром они су пребачени у Мале и смештени у неколико блокова у округу Мафану.
Посебна култура Гиравара брзо је нестала када су млади Гиравари били асимиловани у шире друштво Малеа путем брака. Сада се сматра да су „чисти” Гиравари изумрли.